# Цветков, Виктор Николаевич
Ви́ктор Никола́евич Цветко́в (1910—1999) — советский химик и физик. Член-корреспондент АН СССР c 26 ноября 1968 года по Отделению общей и технической химии (химия высокомолекулярных соединений).

## Биография
Работал в Ленинградском государственном университете. С 1940 года — профессор физического факультета ЛГУ имени А. А. Жданова.
В начале Великой Отечественной войны начал исследования строения и молекулярных свойств каучуков в связи с увеличением потребностей страны в отечественном сырье. После войны на физфаке ЛГУ организовал кафедру физики полимеров, которую возглавлял до конца жизни, и проблемную лабораторию физики макромолекул. Был одним из организаторов Института высокомолекулярных соединений АН СССР, в котором работал с 1950 года. Здесь он в 1955 году организовал и до 1987 года возглавлял лабораторию молекулярной гидродинамики и оптики полимеров. С 1970 году руководил отделом физики полимеров.
В 1935 году в результате исследований жидких кристаллов (ЖК) с В. К. Фредериксом открыл явление динамического рассеяния света в ЖК; им удалось связать это явление с электропроводностью и диэлектрической анизотропией вещества. Открыл явление, заключающееся в увлечении анизотропно-жидкого вещества (к таким веществам относятся и ЖК) вращающимся магнитным полем — «эффект Цветкова».
В 1940-е годы создал новое направление, связанное с изучением структурного и конформационного поведения макромолекул, применив к ним тонкие методы поляризационной оптики, что способствовало формированию новой высокочувствительной техники эксперимента для изучения гидродинамики, оптики и электрооптики полимерных соединений. С сотрудниками сформулировал представления о равновесной и кинетической гибкости макромолекул различных классов, об их конформациях.
Сформулировал общую теорию мезоморфного (промежуточного) состояния. Предложил использовать для описания ЖК понятие «дальний порядок» и разработал методы определения этой важнейшей характеристики мезофазы. Теоретические и экспериментальные исследования в этой области легли в основу разработки жидкокристаллических индикаторных устройств (электронные часы, микрокалькуляторы, дисплеи и пр.).
В 1980-е годы наибольшее внимание уделял изучению конкретных структур жесткоцепных и мезоморфных полимеров (ароматические полиамиды, полиэфиры и другие гетероциклические полимеры), имеющих важное промышленное значение.
Жена — Эмилия Вениаминовна Фрисман (14.06.1911—08.12.1996), профессор, доктор физико-математических наук, профессор кафедры молекулярной биофизики физического факультета ЛГУ/СПбГУ.

## Награды и премии
- Орден Трудового Красного Знамени
- Орден Дружбы народов (22.02.1980)[1]
- Орден «Знак Почёта»
- медали
- Сталинская премия второй степени (1952) — за исследования строения и свойств высокомолекулярных соединений, изложенные в сериях статей, опубликованных в журналах: «Доклады Академии наук СССР», «Журнал экспериментальной и теоретической физики» и «Коллоидный журнал» (1949—1951)
- Государственная премия СССР (1983) — за разработку жидкокристаллических индикаторных свойств